# Verónica Llinás
Verónica Llinás (Buenos Aires, 23 settembre 1960) è un'attrice argentina.

## Biografia
Comparsa in numerosi film e serie televisive dal 1982 ad oggi, Llinàs debutta alla regia nel 2015 con il film La mujer de los perros, al fianco di Laura Citarella.

## Filmografia parziale
- Deathstalker, regia di James Sbardellati (1983)
- La peste, regia di Luis Puenzo (1992)
- Di questo non si parla, regia di María Luisa Bemberg (1993)
- Rapado, regia di Martín Rejtman (1996)
- Kachorra, (2002) - telenovela
- Todas las azafatas van al cielo, regia di Daniel Burman (2002)
- Glue, regia di Alexis Dos Santos (2006)
- Educando a Nina (2016) - telenovela
- Criminali come noi (La Odisea de los Giles), regia di Sebastián Borensztein (2019)
- Trenque Lauquen, regia di Laura Citarella (2022)